# Сант'Алфонзо (Потенца)
Сант'Алфонзо (итал. Sant'Alfonso) је насеље у Италији у округу Потенца, региону Базиликата.
Према процени из 2011. у насељу је живело 47 становника. Насеље се налази на надморској висини од 778 м.